# Heliògraf (aparell de mesura)
|  | No s'ha de confondre amb Heliòmetre. |

|  | Per a altres significats, vegeu «heliògraf». |

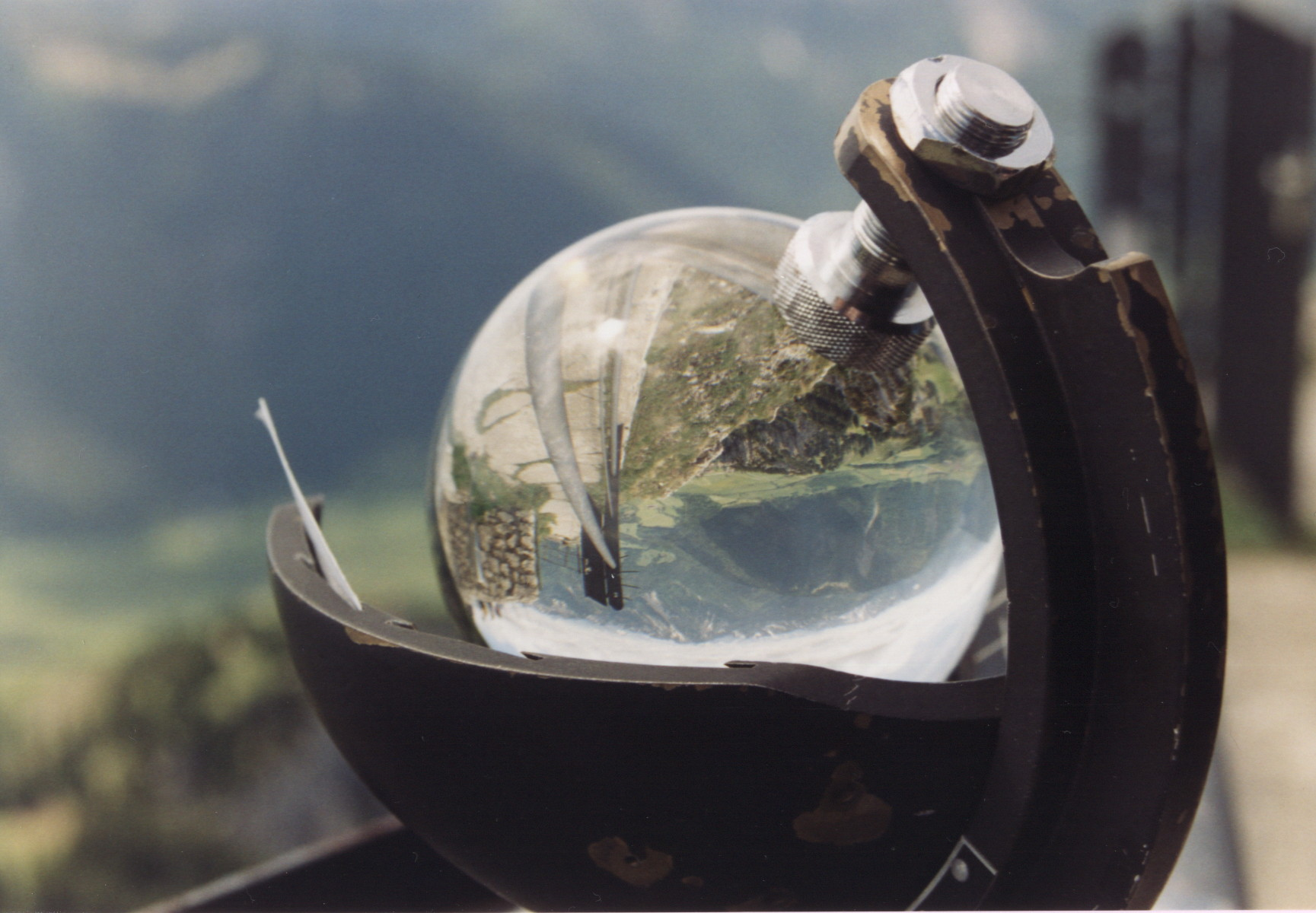
Un heliògraf Campbell–Stokes

Un heliògraf és un aparell que registra la insolació en una localitat donada. Els seus resultats proporcionen informació sobre el temps atmosfèric i el clima d'una zona geogràfica. Aquesta informació és útil en meteorologia, ciència, agricultura, turisme, i altres aspectes. Els heliògrafs anàlegs funcionaven amb les traces cremades per mitjà d'un sistema en què la radiació concentrada per unes lents esfèriques crema la superfície d'un paper enregistrador calibrat, que tornava com un rellotge.
També requerien un observador humà per interpretar els resultats; les interpretacions dels registres podien ser diferents entre els observadors. Els heliògrafs moderns usen l'electrònica i els ordinadors per precisar les dades i no depenen d'un interpretador humà. Els heliògrafs més nous poden mesurar també la radiació global i la radiació difusa.
Tot i això, l'estudi de les antigues fitxes cremades, que a certes estacions meteorològiques cobreixen un lapse de temps de més d'un segle, encara avui queda com un tresor per a fer anàlisis sobre l'evolució del clima.
A Catalunya, un dels heliògrafs famosos va ser el del Turó de l'Home, al cim culminant del Montseny. Un altre d'emblemàtic es troba a l'estació meteorològica del Museu de Ciències Naturals de Granollers.

## Bandes

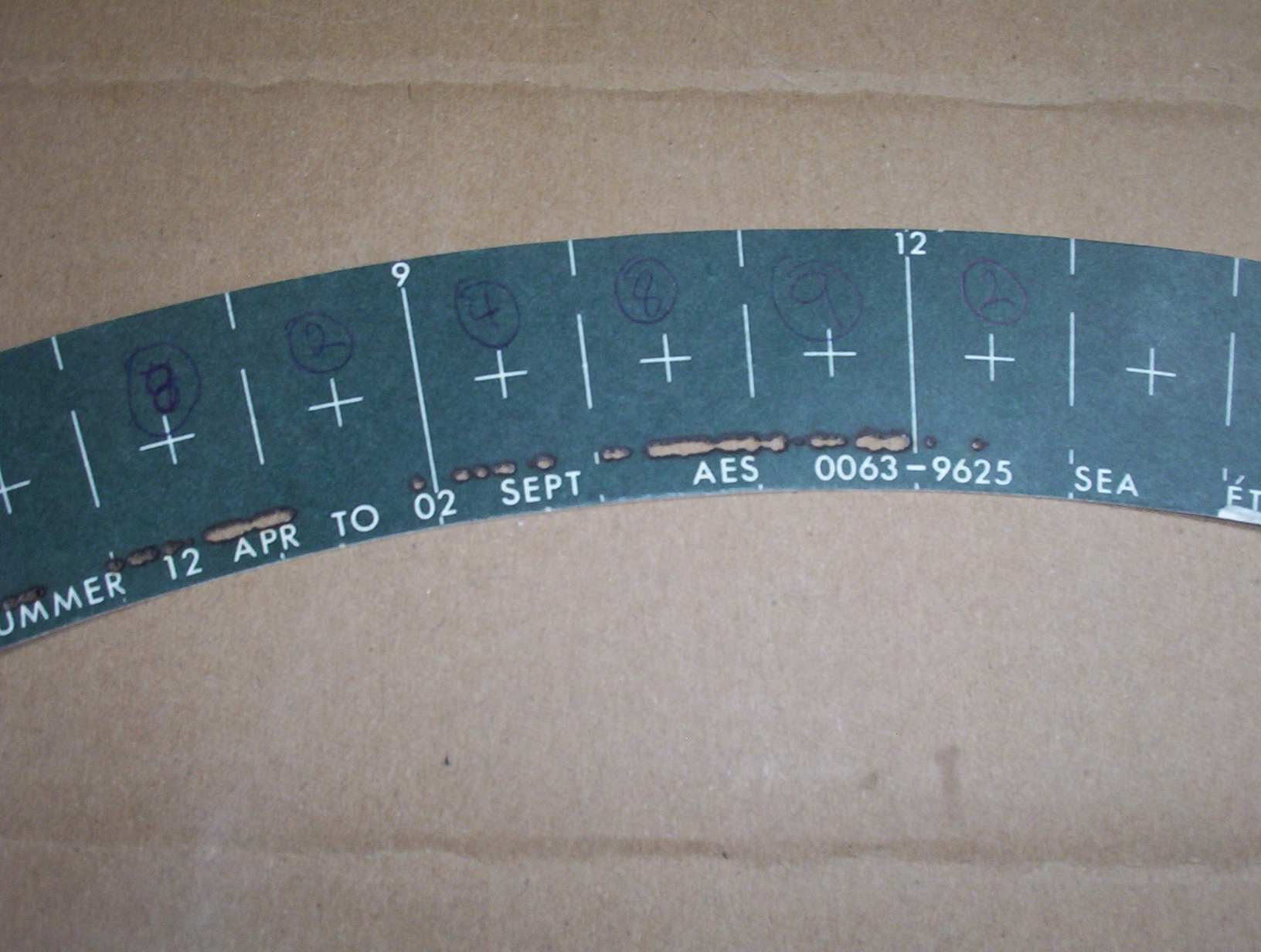
Fitxa cremada pel sol mitjançant un heliògraf

Segons l'època de l'any s'utilitzen tres tipus diferents de bandes. A l'hemisferi nord, s'utilitzen de la següent manera:
- Des de començaments de març fins a mitjans d'abril i des de començaments de setembre fins a mitjans d'octubre (al voltant de cada equinocci) s'utilitzen bandes rectes. Són anomenades bandes equinoccials i s'acoblen a les ranures centrals del suport.
- Des d'octubre fins a final de febrer s'utilitzen bandes corbades curtes, que es col·loquen en les ranures superiors.
- La resta de l'any, des d'abril fins a agost, es fan servir bandes corbades llargues, que es col·loquen en les ranures inferiors.

A l'hemisferi sud s'inverteix l'ús de les bandes corbades en els períodes definits a dalt.

## Instal·lació

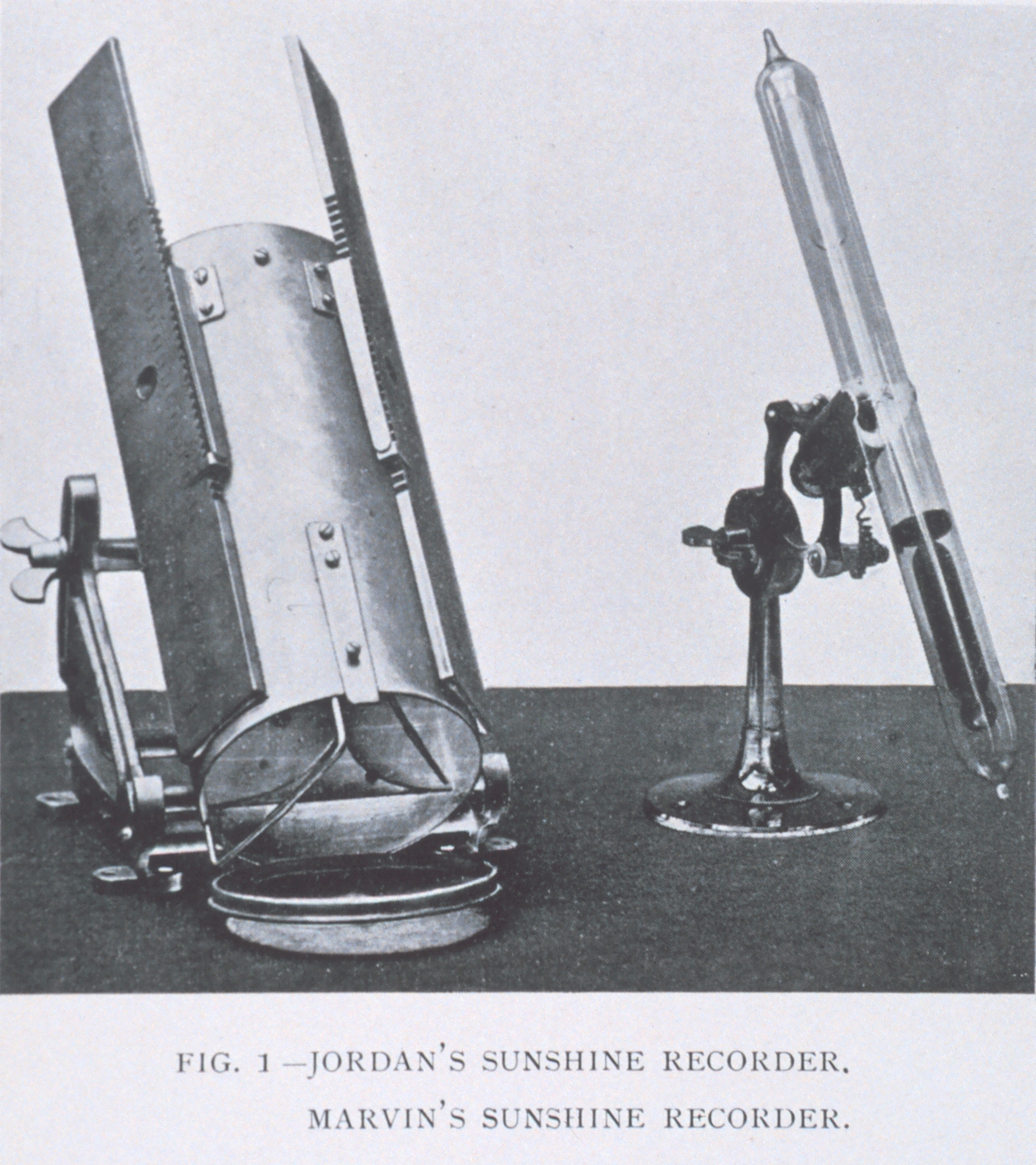
Un heliògraf Jordan (a l'esquerra) i
un heliògraf Marvin (a la dreta)

Perquè els raigs de sol arribin l'instrument sense cap impediment durant tot el dia, aquest s'ha de col·locar orientat a migdia.
Es col·locarà amb la seva base completament ferma i anivellada amb una altura d'un metre, sense alteració per influx de temperatura, humitat, vent i trepidació. Es recomana la sustentació de pedra fixa, obres de fàbrica fixes o metall.
A l'hora de col·locar l'aparell en el seu suport cal tenir en compte dos paràmetres:
a) el casquet s'ha de col·locar de manera que la línia mitjana en sentit longitudinal de la banda equinoccial es trobi en el pla del equador celeste. Per a això, farem coincidir la latitud del lloc on ens trobem en l'escala de latituds de la seva muntura amb la marca situada a aquest efecte.
b) El pla vertical que conté al centre de l'esfera i al senyal de migdia ha de coincidir amb el pla meridià geogràfic. Per comprovar aquest ajust hem de comprovar que la imatge del sol al migdia veritable coincideix amb la marca de les 12 hores de la banda.